# Pancam

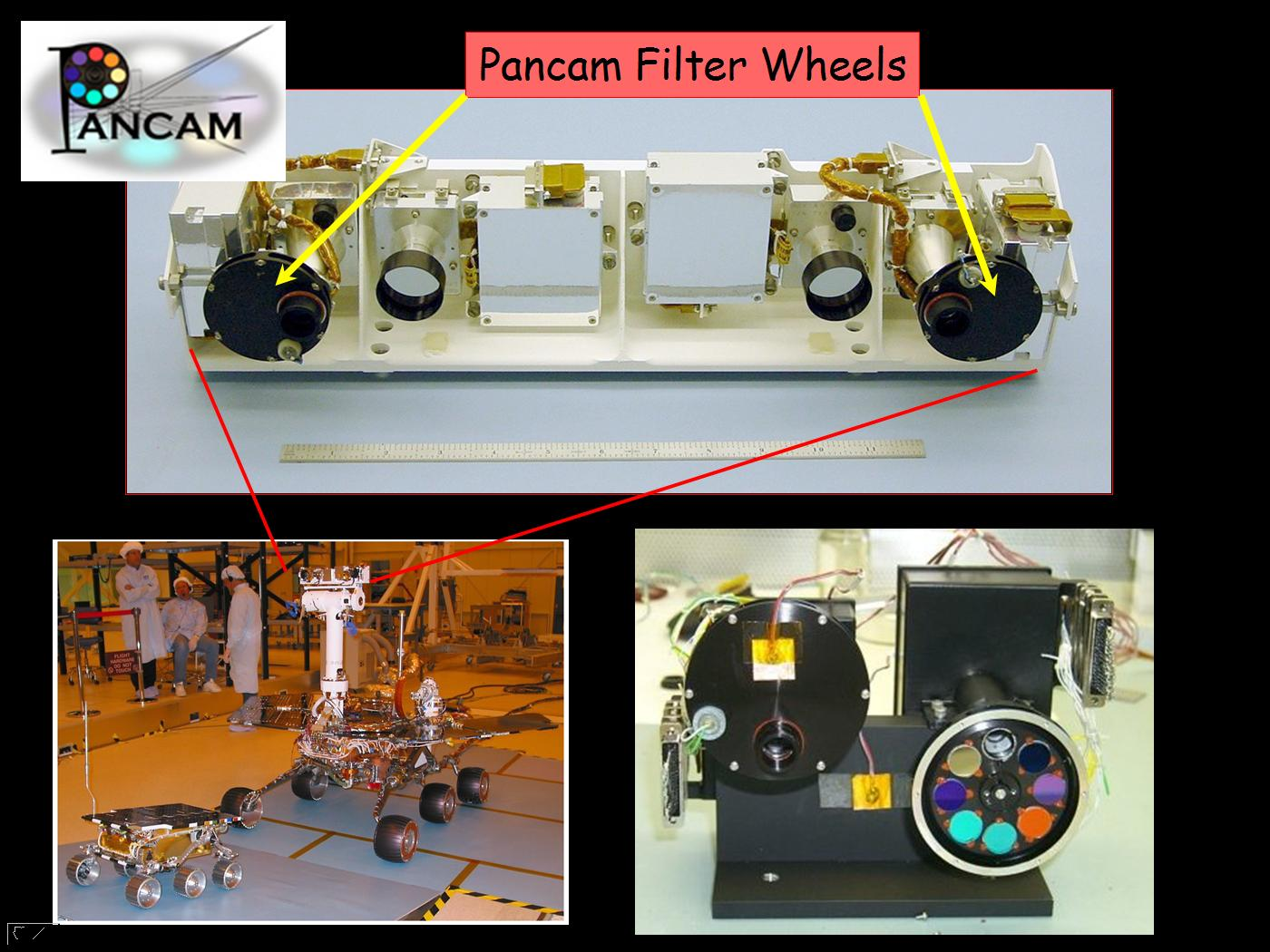
Stereofotoaparáty PanCam s kotoučky opatřenými různými filtry, detail

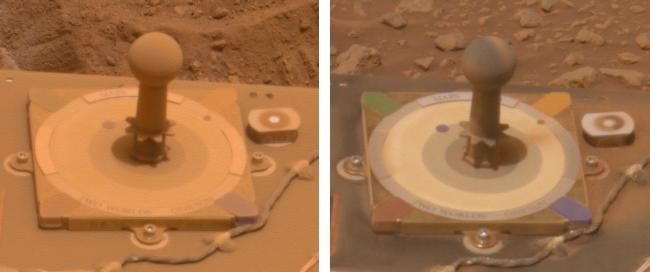
Operátoři Pancamu se pokusili tyto dva snímky zařízení MarsDial na vozítku MER pořízené po deseti dnech převést do barev tak, jak by je vnímaly lidské oči. Je vidět, jak se díky větru během deseti dnů snížilo množství prachu na zařízení. Snímky byly vyrobeny ve světle vlnové délky od 430 - 750 nanometrů. Kalibrační terč MarsDial slouží ke kalibraci Pancamu, obsahuje několik barevných a šedých destiček, zrcátko odrážející oblohu a podobně. Datum pořízení: 5. a 15. března 2005.

Kráter Santa Maria

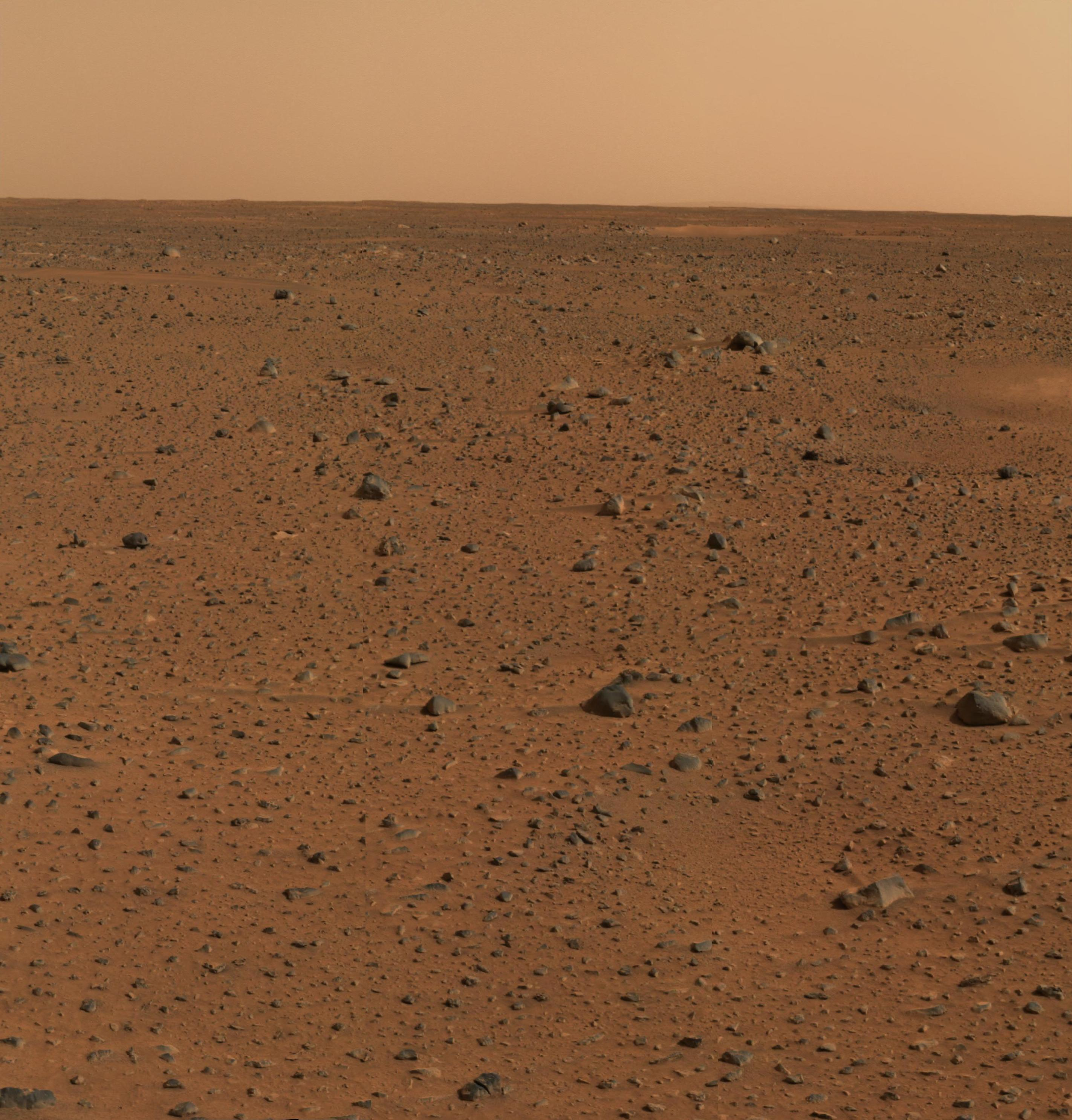
První barevný snímek Marsu pořízený Roverem Spirit - ve své době nejdetailnější snímek povrchu jiné planety

PanCam je označení dvou elektronických stereofotoaparátů na vozítkách Mars Exploration Rover Spirit a Opportunity. Fotoaparát s vysokým rozlišením je schopen zachytit obraz v různých vlnových délkách světla a spojit jej ve dvou navigačních kamerách zvaných NavCam. Je určen pro stereoskopické snímkování terénu, obě kamery jsou vybaveny kotoučky s filtry pro odhad mineralogického složení hornin a půdy v okolí. Fotografické kamery vyrábí společnost Jet Propulsion Laboratory, Passadena (USA).

## Princip
Podle Cornellovy univerzity mohou spolupracovat se zařízením Mini-TES a analyzovat okolí. Fotoaparáty využívají ke své kalibraci zařízení MarsDial (kalibrační terč). To v rozích obsahuje několik barevných destiček pro barevnou kalibraci a ve vnitřním kruhu je několik šedých ploch v různých stupních šedé barvy a zrcátko odrážející oblohu.
Kamery jsou určeny pro stereoskopické snímkování terénu, obě jsou vybaveny osmi kotoučky s různě barevnými filtry, které umožňují zobrazovat snímky v různých barvách viditelného světla i ve světle infračerveném. Tím, že fotoaparáty vnímají Mars v těchto různých barvách, mohou odborníci lépe zkoumat mineralogické složení hornin a půdy v okolí. Operátoři Pancamu mohou také snímky pořízené touto kamerou převádět do reálných barev, jak by je vnímaly na Marsu lidské oči. Fotografie jsou generovány z matematických kombinací šesti kalibrovaných expozic (obrázků) pořízených pomocí různých filtrů od 430 nanometrů do 750 nanometrů vlnové délky (viditelné světlo).
Kamera disponuje objektivem s ohniskovou délkou 38 mm, světelností f/20, zorné pole 16.8x16.8°, úhlové rozlišení 0.28 mrad/pixel a dosahuje expozičních časů 0 až 30 sekund. Má relativně vysoké rozlišení 1024x1024 pixelů s detekčním prvkem CCD a spektrální obor citlivosti 400 až 1100 nm.
Ve srovnání s Pancamem na Mars Exploration Rover (MER) má MastCam-34 na vozítku Curiosity rover 1,25 × vyšší prostorové rozlišení a MastCam-100 na témže vozítku má 3,67 × vyšší prostorové rozlišení.

## Galerie

Popis vozítka MER, panoramatické kamery jsou zcela nahoře
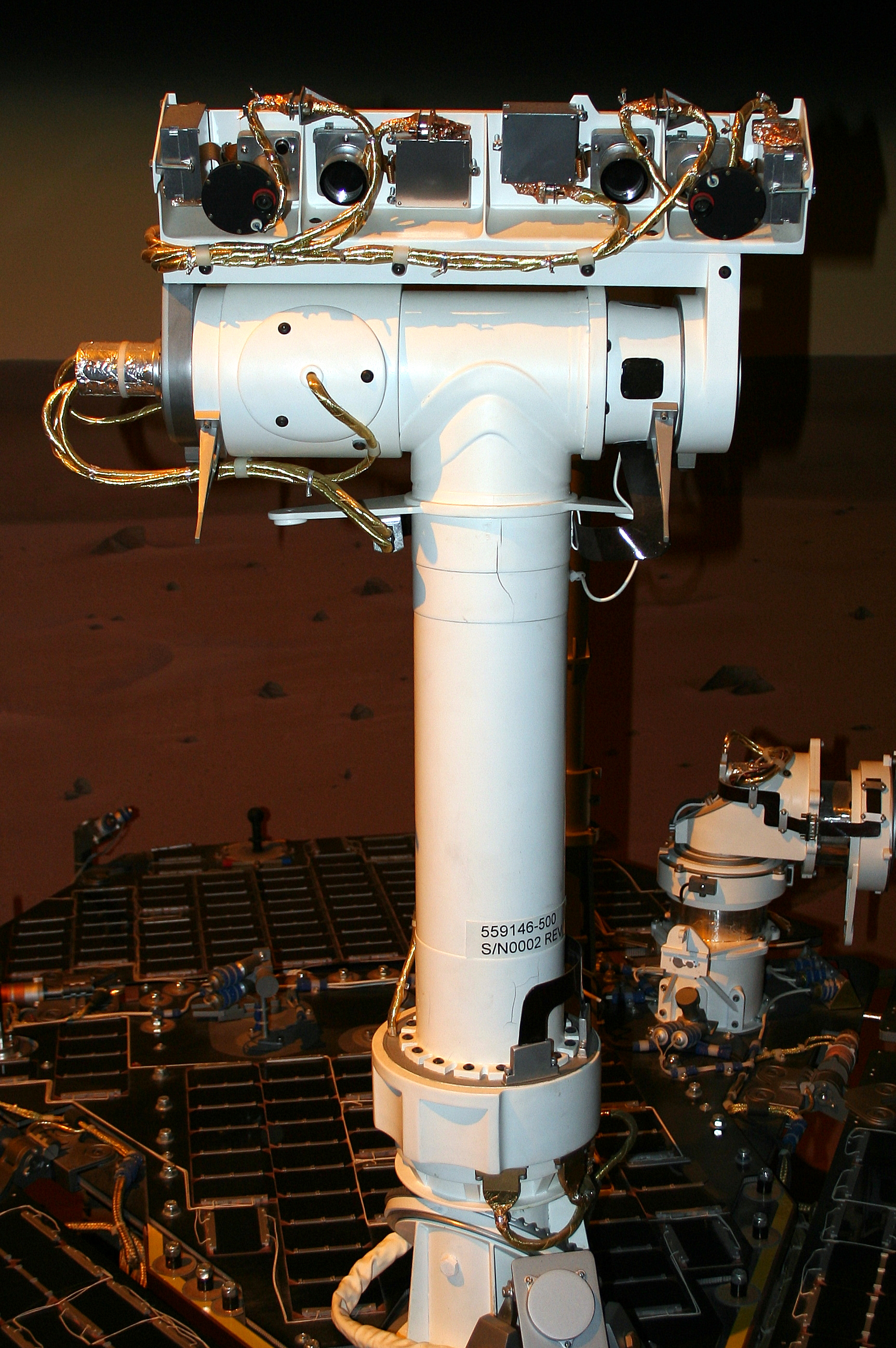
Fotoaparáty PanCam zcela vlevo a vpravo nahoře